# Ленка
Ленка са индиански народ, живеещ в Югозападен Хондурас и Източен Салвадор от предколумбова епоха до днес. Често са били бъркани с маите при завладяването им от конкистадорите, поради честите им контакти с тях и някои сходства в езиците.
Ленка означава „място на многото води“.

## История
Произходът на ленка е обект на научни спорове и до днес. Продължават да се провеждат археологични разкопки, които да хвърлят повече светлина върху ленка. Според някои учени, ленка не са мезоамерикански народ, а са дошли тук от Южна Америка преди 3000 години. При завладяването им от конкистадорите, ленка организират силна съпротива продължила повече от десетилетие, водени от харизматичния вожд Лемпира. След неговото убийство през 1537, съпротивата им е бързо сломена.
Днес ленка са най-голямата индианска група в Хондурас, наброяваща над 100 000 души. В Салвадор техния брой се изчислява на около 37 000. Занимават се със земеделие, отглеждайки традиционни култури като кафе, какао и тютюн.